# 아베르사
아베르사(이탈리아어: Aversa)는 이탈리아 캄파니아주의 카세르타도에 있다. 나폴리와는 북쪽으로 15km거리에 있다. 아베르사는 agro aversano 와인과 전형적인 버팔로 모짜렐라 치즈 생산으로 유명한 농업 지구지역이다. 아베르사는 나폴리 제 2대학(Seconda università degli studi di Napoli)에서 건축학과 기계공학 학부로 유명하다.